# Володино (Кривошиїнський район)
Воло́дино (рос. Володино) — село у складі Кривошиїнського району Томської області, Росія. Адміністративний центр Володинського сільського поселення.

## Населення
Населення — 1185 осіб (2010; 1361 у 2002).
Національний склад (станом на 2002 рік):
- росіяни — 89 %